# Artère iléale
Les artères iléales sont six à douze artères systémiques de l'abdomen qui vascularisent l'iléon, le segment distal de l'intestin grêle.

## Origine
Les artères iléales naissent du bord gauche de l'artère mésentérique supérieure après les artères jéjunales.

## Trajet
Les artères iléales descendent presque verticalement vers la droite dans le mésentère dans lequel elles forment trois à quatre arcades artérielles successives. Ces dernières sont plus nombreuses et complexes que celles des artères jéjunales. Les dernières arcades donnent des rameaux qui pénètrent dans la paroi de l'iléon.

## Zone de vascularisation
Les artères iléales vascularisent la totalité de l'iléon jusqu'à l'angle iléo-cæcal.